# Seznam chráněných území v okrese Písek
Toto je seznam chráněných území v okrese Písek aktuální k roku 2021, ve kterém jsou uvedena chráněná území v oblasti okresu Písek.
| Kód  | Obrázek                                                                | Typ | Název                               | Rozloha (ha) | Galerie Commons                                                      | Popis území | Souřadnice                       |
| ---- | ---------------------------------------------------------------------- | --- | ----------------------------------- | ------------ | -------------------------------------------------------------------- | --- | -------------------------------- |
| 981  | Pohled na rašeliniště Bachmač od jihozápadu                            | PP  | Bachmač                             | 2,74         | Kategorie „Bachmač“ na Wikimedia Commons                             | slatinná louka s typickou květenou a rašeliništěm | 49°27′57″ s. š., 14°12′12″ v. d. |
| 980  | Pohled na rybník Boukal od hráze                                       | PP  | Boukal                              | 8,11         | Kategorie „Boukal“ na Wikimedia Commons                              | lesní rybník se zarostlými břehy | 49°27′55″ s. š., 14°20′13″ v. d. |
| 979  | Buky v přírodní rezervaci                                              | PR  | Čertova hora u Vráže                | 13,87        | Kategorie „Čertova hora u Vráže“ na Wikimedia Commons                | smíšený porost dubu, lípy a buku s bohatou květenou | 49°22′48″ s. š., 14°6′12″ v. d.  |
| 598  | Dubohabrový porost v oblasti Dědovických strání                        | PR  | Dědovické stráně                    | 11,42        | Kategorie „Dědovické stráně“ na Wikimedia Commons                    | dubohabrový porost s bohatou květenou | 49°23′28″ s. š., 14°10′55″ v. d. |
| 988  | Celkový pohled na podmáčenou louku Dehetník                            | PP  | Dehetník                            | 1,07         | Kategorie „Dehetník“ na Wikimedia Commons                            | vlhké louky s bohatou květenou | 49°25′49″ s. š., 14°22′32″ v. d. |
| 573  | Přírodní památka Dubná z pohledu od obce Smetiprach                    | PP  | Dubná                               | 1,46         | Kategorie „Dubná“ na Wikimedia Commons                               | bohatá lokalita medvědice lékařské | 49°21′46″ s. š., 14°9′15″ v. d.  |
| 572  | Smíšený les v oblasti rezervace Hrby                                   | PR  | Hrby                                | 26,77        | Kategorie „Natural reservation Hrby“ na Wikimedia Commons            | zbytky přirozených smíšených listnatých porostů s bohatou květenou | 49°23′10″ s. š., 14°5′46″ v. d.  |
| 528  | Pohled z Javorové skály na severovýchod                                | PřP | Jistebnická vrchovina               | 15 270       | Kategorie „Nature park Jistebnická vrchovina“ na Wikimedia Commons   | kopcovitá krajina, kde se střídají pole, louky a lesíky a kde se vyskytuje množství malých vodních ploch a toků                                                                   | 49°31′14″ s. š., 14°31′18″ v. d. |
| 6220 | Klokočínské louky                                                      | PP  | Klokočínské louky                   | 34,49        | Kategorie „Klokočínské louky“ na Wikimedia Commons                   | bezkolencové louky v nivě Blanice s výskytem bohatých společenstev rostlin a živočichů                                                                                            | 49°13′22″ s. š., 14°11′39″ v. d. |
| 998  | Některé z balvanů v balvanovém poli Kněz u Hrazan                      | PP  | Kněz u Hrazan                       | 5,00         | Kategorie „Category:Kněz u Hrazan“ na Wikimedia Commons              | kamenné pole | 49°31′33″ s. š., 14°20′7″ v. d.  |
| 986  | Pohled na louku Kopáčovská od silnice                                  | PP  | Kopáčovská                          | 1,03         | Kategorie „Kopáčovská“ na Wikimedia Commons                          | mokřadní louka s hojným výskytem upolínu | 49°31′57″ s. š., 14°12′31″ v. d. |
| 987  | Přes vodu naproti hradu Zvíkov se nachází přírodní památka Kopaniny    | PP  | Kopaniny                            | 2,87         | Kategorie „Natural monument Kopaniny“ na Wikimedia Commons           | zbytek reliktního boru | 49°26′31″ s. š., 14°11′20″ v. d. |
| 600  | Zbytky reliktního borového lesa                                        | PR  | Krkavčina                           | 5,53         | Kategorie „Krkavčina“ na Wikimedia Commons                           | zbytek reliktního boru | 49°24′5″ s. š., 14°11′9″ v. d.   |
| 5872 | PP Lom Skalka u Sepekova v srpnu 2022                                  | PP  | Lom Skalka u Sepekova               | 2,6436       | Kategorie „Lom Skalka u Sepekova“ na Wikimedia Commons               | Biotopy prostředí opuštěného lomu, jeho podmáčené partie, vodní plochy a suchá stanoviště s výskytem vzácných a chráněných živočichů (např. výr velký nebo čolek velký) a rostlin | 49°26′24″ s. š., 14°26′36″ v. d. |
| 982  | Vlhká louka Kosatín společně s informativní tabulí                     | PP  | Malý Kosatín                        | 0,99         | Kategorie „Malý Kosatín“ na Wikimedia Commons                        | vlhká louka s bohatou květenou | 49°27′2″ s. š., 14°1′5″ v. d.    |
| 995  | Pod rybníkem Michovka se nachází malé peřeje, které v zimě zamrzají    | PP  | Michovka                            | 2,58         | Kategorie „Michovka“ na Wikimedia Commons                            | rybník s vlhkými loukami, refugium obojživelníků | 49°19′47″ s. š., 14°0′28″ v. d.  |
| 984  | Detail na shluky skorylů                                               | PP  | Myšenecká slunce                    | 0,01         | Kategorie „Myšenecká slunce“ na Wikimedia Commons                    | shluk paprsčitých turmalínů | 49°13′23″ s. š., 14°12′28″ v. d. |
| 978  | Celkový pohled na Nerestský lom                                        | PP  | Nerestský lom                       | 5,3103       | Kategorie „Nerestský lom“ na Wikimedia Commons                       | opuštěný lom s krasovými jevy | 49°30′30″ s. š., 14°4′5″ v. d.   |
| 531  | Pohled na Písecké hory z rozhledny Jarník                              | PřP | Písecké hory                        | 6 030        | Kategorie „Nature park Písecké hory“ na Wikimedia Commons            | významný krajinný prvek s druhovou pestrostí | 49°18′32″ s. š., 14°11′35″ v. d. |
| 1001 | Přírodní památka Ražický rybník                                        | PP  | Ražický                             | 29,24        | Kategorie „Ražický rybník“ na Wikimedia Commons                      | rybník s bohatou avifaunou | 49°15′7″ s. š., 14°6′40″ v. d.   |
| 376  | Padlý strom v oblasti památky                                          | PP  | Rukávečská obora                    | 3,00         | Kategorie „Rukávečská obora (natural monument)“ na Wikimedia Commons | stará bučina parkově upravená | 49°24′52″ s. š., 14°17′54″ v. d. |
| 381  | Národní přírodní památka Řežabinec                                     | NPP | Řežabinec                           | 116,0383     | Kategorie „Řežabinec“ na Wikimedia Commons                           | rybník s bohatou vegetací a avifaunou a opuštěné zatopené pískovny (obojživelníci)                                                                                                | 49°15′11″ s. š., 14°5′31″ v. d.  |
| 992  | Částečně vypuštěný Skalský rybník                                      | PP  | Skalský rybník a Klokočínská olšina | 12,82        | Kategorie „Skalský rybník“ na Wikimedia Commons                      | rybník s bohatou avifaunou | 49°13′11″ s. š., 14°11′ v. d.    |
| 997  | Vodní tok Smutné na severním okraji PP, pod rybníkem Chobot            | PP  | Smutný                              | 4,35         | Kategorie „Smutný (natural monument)“ na Wikimedia Commons           | meandrující tok potoka Smutná s břehovými porosty | 49°25′16″ s. š., 14°26′12″ v. d. |
| 1000 | Vzrostlé stromy v Sobědražském pralesu                                 | PP  | Sobědražský prales                  | 1,64         | Kategorie „Sobědražský prales“ na Wikimedia Commons                  | přestárlý dubový porost | 49°27′11″ s. š., 14°15′19″ v. d. |
| 990  | Oblastí památky protéká řeka Lomnice                                   | PP  | V Obouch                            | 5,14         | Kategorie „V Obouch“ na Wikimedia Commons                            | úsek toku Lomnice s bohatou květenou na vlhkých loukách | 49°24′34″ s. š., 14°7′47″ v. d.  |
| 985  | Rybník Velký potočný focený od silnice v létě                          | PP  | Velký Potočný                       | 38,87        | Kategorie „Velký Potočný“ na Wikimedia Commons                       | rybník s bohatou avifaunou | 49°16′39″ s. š., 14°3′50″ v. d.  |
| 983  | Pohled na Výří skály u Oslavy od řeky Otavy                            | PR  | Výří skály u Oslova                 | 8,12         | Kategorie „Výří skály u Oslova“ na Wikimedia Commons                 | skalnaté ostrohy s reliktním borem | 49°23′29″ s. š., 14°11′14″ v. d. |
| 991  | Malé peřeje na řece Lomnice v oblasti památky                          | PP  | Vystrkov                            | 3,07         | Kategorie „Natural monument Vystrkov“ na Wikimedia Commons           | typická vegetace pootavské říční nivy | 49°25′47″ s. š., 14°5′30″ v. d.  |
| 993  | Pohled na Starý rybník poblíž Madenic                                  | PP  | Zelendárky                          | 30,57        | Kategorie „Zelendárky“ na Wikimedia Commons                          | soustava 11 rybníků a mokrých luk s bohatou květenou a zvířenou | 49°13′51″ s. š., 14°15′12″ v. d. |
| 580  | Pohled na přírodní památku Žlíbky od lesní cesty procházející památkou | PR  | Žlíbky                              | 37,39        | Kategorie „Žlíbky u Vráže“ na Wikimedia Commons                      | skalnaté svahy se suťovými porosty | 49°22′48″ s. š., 14°8′34″ v. d.  |